# Herzenbergiet
Het mineraal herzenbergiet is een lood-tin-sulfide met de chemische formule (Sn,Pb)SnS2. In zijn geïdealiseerde vorm is de chemische formule van herzenbergiet SnS: zonder substitutie van tin door lood. Het mineraal vormt een mengreeks met tealliet (PbSnS2), waarin een op de twee tinatomen vervangen is door een loodatoom. 

## Eigenschappen
Het grijze tot zwarte herzenbergiet heeft een metaalglans en een bruinzwarte streepkleur. Het kristalstelsel is orthorombisch-dipyramidaal en de splijting is goed langs kristalvlak [010]. De gemiddelde dichtheid is 5,197 en de hardheid is 2. 

## Naam
Herzenbergiet is vernoemd naar de Duitse geoloog Roberto Herzenberg. Herzenberg was in de eerste helft van de twintigste eeuw hoofd van de laboratoria voor de analyse van ertsen, van Moritz Hochschild, in het Boliviaanse departement Oruro.
Aanvankelijk noemde Herzenberg het mineraal ‘’kolbeckine’’; maar naderhand kreeg het zijn huidige naam.

## Voorkomen
Herzenbergiet komt voor in hydrothermale aders, rijk aan tin. Herzenbergietkristallen ontstaan pas nadat cassiteriet uitgekristaliseerd is. Occasioneel is tealliet een belangrijk tinerts.
De typelocatie van herzenbergiet is de Maria-Teresa-mijn in Huari in het Boliviaanse departement Oruro.